# Batalion „Nachtigall”
Batalion „Nachtigall” (niem. Battalion Ukrainische Gruppe Nachtigall, pol. Słowik) – batalion Wehrmachtu złożony z Ukraińców i Niemców, uczestniczący w działaniach wojennych w początkach ataku III Rzeszy na ZSRR (VI-VIII 1941), w czasie II wojny światowej. Wchodził w skład pułku dywersyjnego Brandenburg, podporządkowanego Abwehrze (Abw.II). Oficjalna nazwa jednostki: Sondergruppe Nachtigall (pol. Grupa Specjalna Nachtigall). Przez propagandę ukraińską wraz z bliźniaczym batalionem „Roland” określany był mianem Drużyn Ukraińskich Nacjonalistów.

## Utworzenie i organizacja batalionu

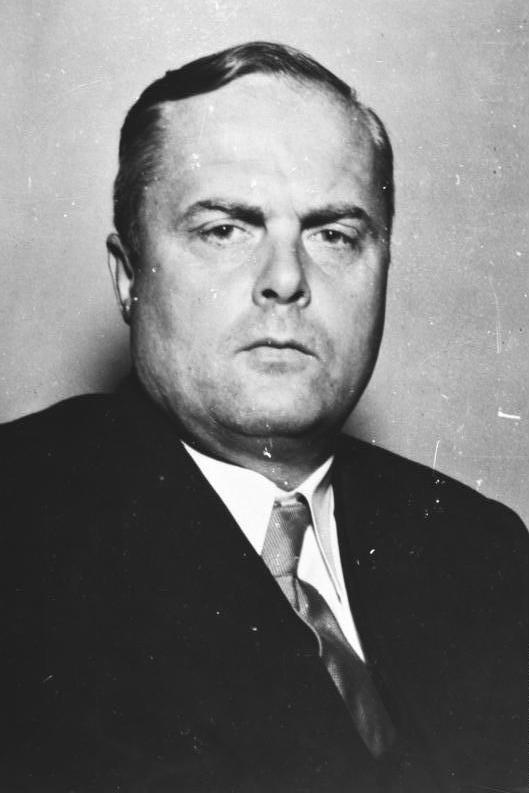
Theodor Oberländer

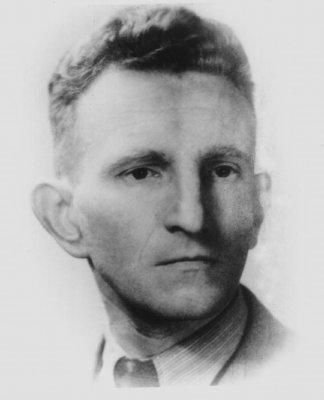
Roman Szuchewycz

Inicjatywa powstania zbrojnego oddziału wywodzi się z II walnego kongresu Organizacji Ukraińskich Nacjonalistów (OUN-R), który uchwalił, że „[…] dla wykonania swych planów OUN organizuje i szkoli własną wojskową jednostkę”. Na utworzenie jednostki 25 lutego 1941 wyraził zgodę admirał Wilhelm Canaris, na początku marca zgodę wydało dowództwo Wehrmachtu.
Jednostkę utworzono pod dowództwem niemieckim por. Hansa-Albrechta Herznera. Zastępcami dowódcy byli: por. Theodor Oberländer – oficer łącznikowy Abwehry z pułkiem Brandenburg i Roman Szuchewycz. W skład dowództwa wchodzili również: ks. Iwan Hrynioch – kapelan jednostki i Jurij Łopatynski. Dowódcami kompanii byli oficerowie niemieccy. Według Dietera Schenka batalion składał się przede wszystkim z byłych żołnierzy Wojska Polskiego narodowości ukraińskiej, znajdujących się po kampanii wrześniowej w niewoli niemieckiej, których Niemcy werbowali do tego batalionu.
Inicjatywa związana była również z grupą cywilów z kierownictwa OUN-B: Jarosławem Stećką (desygnowanym przez Banderę na szefa rządu „wyzwolonej” Ukrainy), Lwem Rebetem, Jarosławem Staruchem, Iwanem Rawłykiem, Stepanem Pawłykiem, Stepanem Łenkawśkym, Dmytro Jaciwem.
Nabór do jednostki prowadziły lokalne komórki organizacyjne, kandydatów wysyłały do Krakowa, gdzie przechodzili przez kontrolę specjalnej komisji OUN oraz badania lekarskie. Kandydaci rekrutujący się spośród sympatyków OUN-B, którzy pozytywnie przeszli weryfikację wysłani zostali w dwóch grupach na przeszkolenie m.in. do Krynicy i Barwinka. Po 4 – 5 tygodniach wstępnego szkolenia rekrutów przewieziono do Neuhammer na Dolnym Śląsku, gdzie odbywało się przeszkolenie wojskowe z bronią. Tam też żołnierze batalionu w kwietniu 1941 r. złożyli przysięgę „na wierność Ukrainie, OUN i jej dowództwu”.
Nachtigall jako jednostka wchodził w skład pułku dywersyjnego Brandenburg, która podlegał Abwehrze – wydziałowi II (Abw. II – sabotaż i zadania specjalne), kierowanym przez płk. Erwina Lahousena. Batalion liczył 400 żołnierzy – 300 Ukraińców i 100 Niemców. Każda z trzech kompanii składała się z jednego niemieckiego i dwóch ukraińskich plutonów, dowódcami kompanii byli oficerowie niemieccy. Z żołnierzy ukraińskich 150 przeszło szkolenie w pułku Brandenburg, 100 w Krynicy, a reszta w Dukli, Barwinku i Komańczy. Żołnierze nosili umundurowanie Wehrmachtu bez dystynkcji, mogli (na naramiennikach) naszywać niebiesko-żółtą wstążkę.

## Historia
W przededniu ataku Niemców na ZSRR, batalion przerzucono do Rzeszowa, stamtąd pieszo dotarł w okolice Radymna. 27 czerwca 1941 r. Niemcy przerzucili go w rejon Lwowa. 30 czerwca o godzinie 4:30 nad ranem jako pierwsza zwarta jednostka wkroczył do Lwowa, zajmując bez oporu sowieckiego ratusz, archikatedrę Świętego Jura i lwowskie więzienia. O 6:30 delegacja żołnierzy batalionu została przyjęta przez greckokatolickiego metropolitę lwowskiego Andrzeja Szeptyckiego. Część batalionu stanowiła ochronę lwowskiej radiostacji podczas ogłaszania aktu państwowości ukraińskiej.

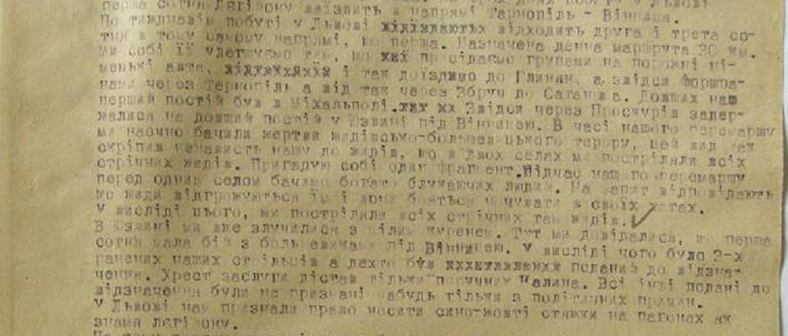
Zeznanie żołnierza batalionu Nachtigall o rozstrzelaniu Żydów podczas marszu do Winnicy

7 lipca 1941 r. batalion został wraz z 1 dywizją strzelców górskich Wehrmachtu skierowany w kierunku Kijowa przez Złoczów, Tarnopol, Satanów, Płoskirów i Winnicę. Pod Winnicą żołnierze oddziału rozpoznania batalionu rozstrzelali w co najmniej dwóch wsiach nieznaną liczbę Żydów W Winnicy batalion wziął udział po raz pierwszy w poważniejszych walkach z Sowietami. Po otrzymaniu informacji o aresztowaniu przez Niemców składu rządu Jarosława Stećki, w oddziałach Nachtigall i Roland doszło do kryzysu. Według Iwana Patrylaka, powołującego się na wspomnienia żołnierzy batalionu, Roman Szuchewycz wysłał do Oberkommando der Wehrmacht oświadczenie, że w tej sytuacji oddziały te nie mogą pozostać w składzie armii niemieckiej. 30 lipca Wilhelm Canaris podjął decyzję o rozwiązaniu batalionu. 13 sierpnia 1941 batalion został wycofany z walk i poprzez Kraków (gdzie go rozbrojono) odtransportowany do Neuhammer, a następnie do Frankfurtu nad Odrą, gdzie skierowano również batalion „Roland”. Batalion przybył do Neuhammer 27 sierpnia 1941.
W październiku 1941 r. oba bataliony zostały połączone i 21 października 1941 przekształcone w Batalion Policyjny nr 201, który został wyjęty spod komendy Wehrmachtu i podporządkowany Ordnungspolizei (Ukraińskie Bataliony Policyjne). Część żołnierzy zdezerterowała, większość podjęła funkcje policyjne (podpisując w grudniu 1941 jednoroczne kontrakty) w 201 batalionie policyjnym.
W 2011 roku jedną z dwóch ulic we wsi Rajłów (obwód lwowski) próbowano z inicjatywy radnego partii „Swoboda” przemianować na „Żołnierzy Batalionu Nachtigall”, uchwała rady wiejskiej Rajłowa w tej sprawie została zawetowana przez przewodniczącego nadrzędnej rady wiejskiej i nie weszła w życie.

## Nachtigall apogrom Żydów we Lwowie
Po zajęciu Lwowa przez Wehrmacht 30 czerwca 1941 w różnych częściach miasta rozpoczął się pogrom Żydów. Pretekstem do ich rozpoczęcia była masakra więźniów dokonana przez NKWD i odkrycie zwłok kilku tysięcy pomordowanych więźniów politycznych w więzieniach lwowskich. Żydzi obwiniani za kolaborację z okupantem sowieckim i zbrodnie NKWD stali się celem zemsty części ludności miasta Lwowa, podburzanej przez Niemców. Według Iana Kershawa, Bogdana Musiała i Dietera Schenka było to zgodne z dyrektywami Reinharda Heydricha o prowadzeniu wojny na terenie ZSRR, nakazującymi inspirację pogromów antyżydowskich przez miejscową ludność i zachęcanie do ich przeprowadzenia. John-Paul Himka uważa, że nie można w pełni ustalić, w jakim stopniu pogrom został zainspirowany powyższą dyrektywą, ponieważ nie istnieją jednoznaczne dokumenty w tym zakresie. Warunki dla przeprowadzenia pogromu zorganizowali Niemcy, oni też dokonywali masowych morderstw na Żydach. Według Johna-Paula Himki w czasie trwania pogromu przywództwo w nim objęli członkowie OUN-B, dla których wspieranie działań Niemców było środkiem zdobywania ich poparcia dla niepodległej Ukrainy, łączącym się z antysemickimi przekonaniami przywódców organizacji.
Według meldunku sytuacyjnego Związku Walki Zbrojnej (ZWZ) z lipca 1941 i wspomnień Filipa Friedmana natychmiast po wejściu Niemców milicja ukraińska i grupy z marginesu społecznego miasta, zachęcane przez Niemców, rozpoczęły plądrowanie miasta poszukując Żydów. Byli oni doprowadzani do punktów zbiorczych, a stamtąd wysyłani do różnych upokarzających prac. Część z nich zapędzona została do lwowskich więzień. Według relacji świadków, przytaczanych przez Dietera Schenka, w więzieniu Brygidki i w więzieniu NKWD żołnierze „Nachtigall” wzięli aktywny udział w pogromie: podjudzali do okrucieństwa, bili Żydów i strzelali do nich. W Brygidkach ukraińscy żołnierze, nadzorujący wynoszenie i grzebanie ciał, strzelali na dziedzińcu do pracujących Żydów. Również w więzieniu NKWD, żołnierze „Nachtigalla” mieli popędzać i bić wywożących ciała Żydów. Potem na rozkaz niemieckiego oficera utworzyli szpaler i kłuli przebiegających Żydów bagnetami zabijając wielu z nich. Wieczorem 1 lipca Niemcy rozstrzelali w Brygidkach grupę ok. 30 osób, w tym wybitnych osobistości żydowskich. Wśród zabitych byli: Henryk Hescheles, do 1939 redaktor naczelny dziennika „Chwila” i Jecheskiel Lewin, rabin synagogi reformowanej Tempel i do 1939 redaktor tygodnika Opinia.
Specjalna ekipa filmowa Wehrmachtu filmowała pogrom, filmy były pokazywane później w oficjalnej kronice filmowej Ministerstwa Propagandy Rzeszy: Die Deutsche Wochenschau. 1 lipca, kiedy pogrom osiągnął apogeum, pojedynczy żołnierze niemieccy dołączyli do motłochu na ulicach. 2 lipca na rozkaz komendanta wojskowego Lwowa, płk. Karla Wintergersta przywrócono w mieście porządek.
Dieter Schenk:

Nie ma żadnych wątpliwości, że niemieckie wojsko, policja bezpieczeństwa oraz tajna policja polowa (Geheime Feldpolizei) nie tylko pozwalały na dokonywanie tych masowych mordów, ale również do nich podżegały i je wspierały, wykorzystując przy tym Ukraińców jako czynnik inicjatywny, jak definiował to Heydrich. Jest również pewne, że w tych mordach uczestniczyli bezpośrednio również członkowie batalionu Nachtigall. Wszystko to działo się na oczach 295. Dywizji Piechoty.

Według Grzegorza Motyki, co jest również zgodną opinią badaczy Holocaustu, niektórzy żołnierze Nachtigall prawdopodobnie wzięli udział w pogromie Żydów we Lwowie – jednak nie jako zorganizowany oddział, ale pojedynczo. Również John-Paul Himka uważa, że batalion jako oddział nie brał udziału ani w pogromie, ani w egzekucjach. Mogli to być żołnierze uprzednio zwolnieni na przepustki.
Dieter Schenk stwierdza, że batalionowi nie wydano rozkazu, by w jakiejkolwiek formie uczestniczył w masakrach, natomiast żołnierze pochodzący ze Lwowa dostawali na dzień przepustki i nie ulega wątpliwości uczestnictwo żołnierzy „Nachtigall” w pogromie, w szczególności w więzieniu „Brygidki”, gdzie tworzyli szpaler i bili przebiegających środkiem Żydów kolbami karabinów i innymi przedmiotami.
W 1960 roku zachodnioniemiecka prokuratura stwierdziła, że żołnierze 2. kompanii batalionu "wedle wszelkiego prawdopodobieństwa" brali udział w pogromie lwowskim i zamordowali "wielu Żydów". Jednakże nie postawiono nikomu zarzutów, ponieważ nie zidentyfikowano żołnierzy, którzy dopuszczali się zbrodni. Śledztwo ustaliło także, że Theodor Oberländer nie wydał żołnierzom rozkazu zabijania Żydów.
We Lwowie batalion pełnił funkcje wartownicze – zajmował się zabezpieczeniem budynków publicznych, w tym budynku radiostacji lwowskiej oraz więzień, na terenie których doszło do pogromu.

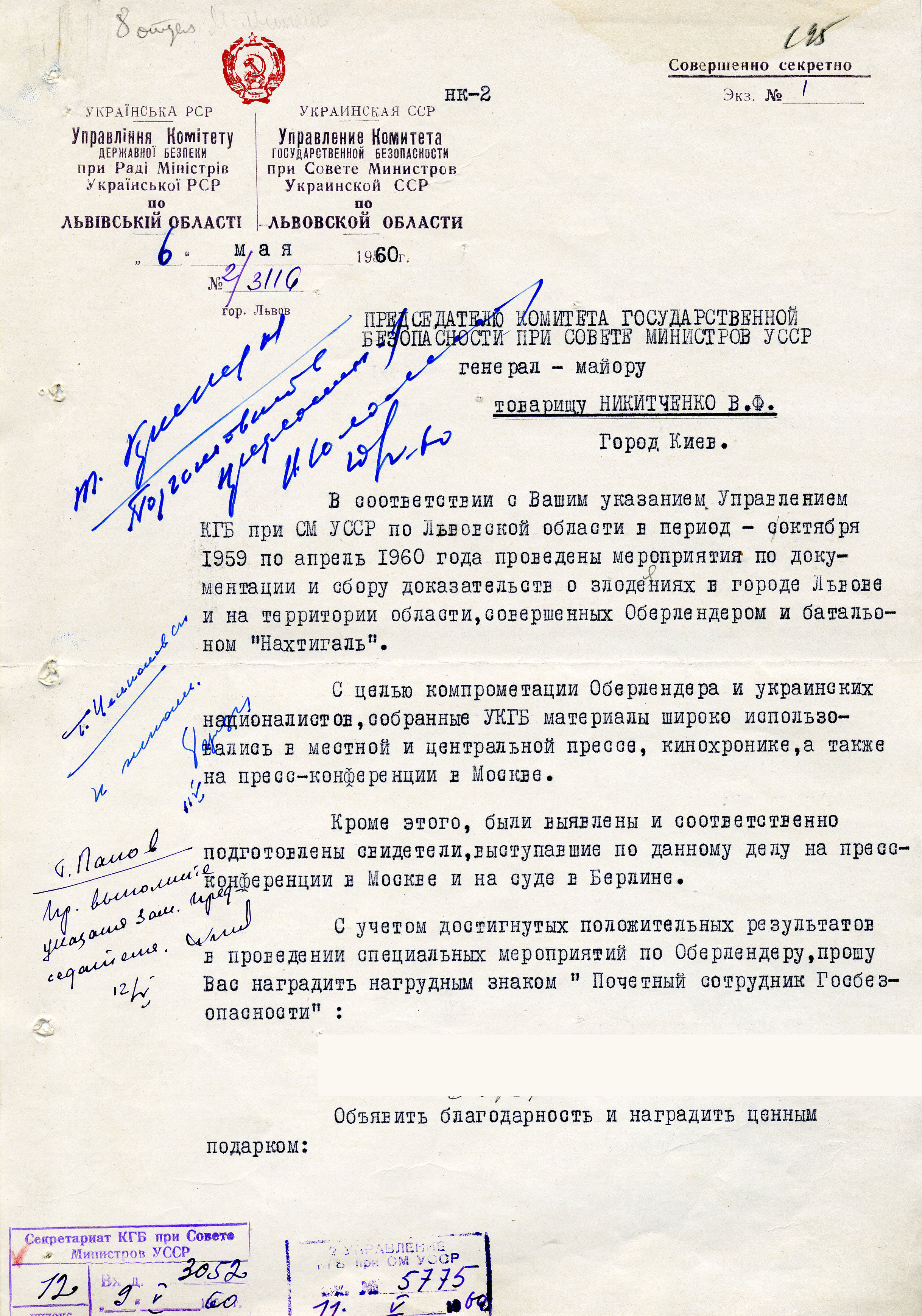
Dokument KGB dotyczący akcji dezinformacyjnej (1959)

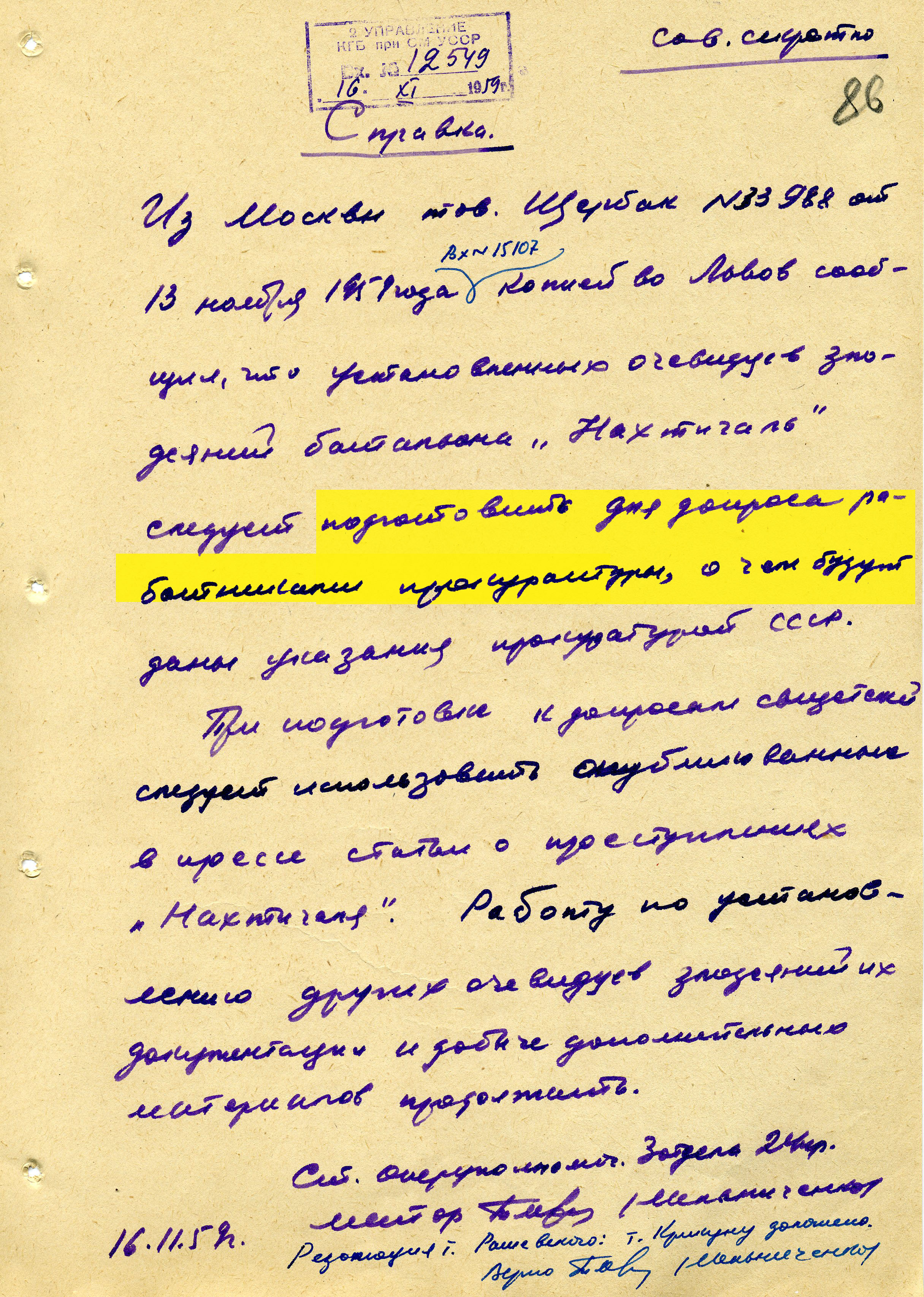
Dokument KGB dotyczący akcji dezinformacyjnej (1959)

## Nachtigall amord profesorów lwowskich
Sprawę zamordowania lwowskich profesorów opisali po raz pierwszy już w roku 1944 radzieccy pisarze Władimir Bielajew i Mychajło Rudnycki. Pierwsze artykuły poświęcone tej sprawie ukazały się na łamach Czerwonego Sztandaru i Nowych Widnokręgów- pism polskojęzycznych ukazujących się we Lwowie okupowanym ponownie od lipca 1944 przez ZSRR. Już kilkanaście dni od zbrodni w lipcu 1941 zbieranie jej świadectw rozpoczął Zygmunt Albert, wówczas adiunkt Uniwersytetu Jana Kazimierza, współpracownik i przyjaciel wielu z zamordowanych.
W roku 1946 mord profesorów lwowskich był przedmiotem badania na procesie norymberskim. Świadkiem oskarżenia (prowadzonego przez prokuraturę ZSRR) był jedyny ocalały po aresztowaniu profesor Franciszek Groër, który stanowczo twierdził, że aresztowania profesorów dokonali gestapowcy i że on sam został aresztowany przez gestapowców o nazwiskach Hacke i Keller. Prokuratura ZSRR oskarżała o zbrodnię Gestapo:

O tym, że profesorów lwowskich aresztowało gestapo mowa jest także w kilkutomowym radzieckim Zbiorze Dokumentów z Procesu Norymberskiego. Stwierdza się tam (tom III s, 243-245): „Jednostki gestapo opracowały na rozkaz rządu niemieckiego, jeszcze przed zajęciem Lwowa, imienne listy przedstawicieli inteligencji przeznaczonych do likwidacji. Natychmiast po zajęciu Lwowa rozpoczęły się masowe aresztowania i egzekucje. Gestapowcy aresztowali [...]” Tu następuje imienne wyliczenie 38 aresztowanych profesorów i członków ich rodzin. I w tym dokumencie zbrodnię lwowską przypisuje się więc jednoznacznie gestapowcom

Od wiosny 1959 roku w kilku państwach bloku wschodniego rozpoczęła się kampania dezinformacyjna skierowana przeciw Theodorowi Oberländerowi, któremu przypisano odpowiedzialność za rozmaite zbrodnie rzekomo dokonane przez "Nachtigall" na jego rozkaz podczas II wojny światowej, m.in. mord profesorów lwowskich i różne masakry Żydów. Kolejnym impulsem dla kampanii dezinformacyjnej KGB było skrytobójcze zabójstwo Stepana Bandery przez agenta KGB Bohdana Staszynskiego (15.X.1959). Po wykryciu w czasie sekcji zwłok w ciele Bandery cyjanku potasu i wykluczeniu w ten sposób naturalnej przyczyny śmierci (na jaką zamach był upozorowany), propaganda sowiecka wskazała na Theodora Oberländera jako rzekomego zleceniodawcę zabójstwa. Motywem miała być chęć usunięcia świadka zbrodni wojennych, za które Oberländer miał być rzekomo odpowiedzialny, w szczególności mordu profesorów lwowskich, którego sprawstwo zostało właśnie wówczas przypisane przez propagandę ZSRR batalionowi „Nachtigall”.
Stanisław Bogaczewicz z IPN twierdził w 2001 r., że żołnierze Nachtigall uczestniczyli w dokonaniu aresztowań (nie zaś w egzekucji), zaś „kwestią wymagającą dalszych badań” jest udział w całej sprawie Theodora Oberländera.
Żołnierze Nachtigall byli wymienieni jako sprawcy w liście Związku Potomków Lwowskich Profesorów Zamordowanych przez Gestapo w lipcu 1941 do prezydenta Ukrainy Wiktora Juszczenki z kwietnia 2005. Jednak śledztwo IPN w tej sprawie, prowadzone przez oddział w Rzeszowie, zostało zamknięte w czerwcu 2006 z powodu niewykrycia sprawców.
Historyk ukraiński Jarosław Hrycak jest zdania, iż udział batalionu w zbrodni na polskich profesorach jest mitem, do ustalenia pozostaje jedynie kwestia, czy studenci narodowości ukraińskiej przygotowywali listy do aresztowań, a jeśli to czynili, czy podjęli takie działanie z własnej woli.
Według ustaleń Głównej Komisji Ścigania Zbrodni przeciwko Narodowi Polskiemu (pion śledczy Instytutu Pamięci Narodowej) w 2006 r., Ukraińcy brali udział w aresztowaniach polskich profesorów w roli tłumaczy i przewodników (orzeczenie nie wspomina nic o uczestnictwie batalionu Nachtigall).
Według zgodnych relacji świadków aresztowań (rodzin aresztowanych i ich bliskich) w aresztowaniach uczestniczyli wyłącznie funkcjonariusze Gestapo, w kilku przypadkach z udziałem cywilnych tłumaczy – Ukraińców. Na świadectwa te powołuje się również Jarosław Hrycak, taka też była ocena działającej w okresie PRL Głównej Komisji Badania Zbrodni Hitlerowskich.
Ukraińskie stowarzyszenie „Memoriał” opublikowało na swojej stronie internetowej odtajnione przez SBU dokumenty KGB dotyczące operacji dezinformacyjnej KGB w sprawie Oberländera i Batalionu Nachtigall przeprowadzonej na przełomie lat 50. i 60. XX wieku.
Według Dietera Schenka, autora najnowszej (2011) monografii zagadnienia, wszystkie dowody przeczą uczestnictwu batalionu Nachtigall w mordzie profesorów: 

Oberländera i batalion „Nachtigall” wielokrotnie łączono z zamordowaniem profesorów we Lwowie. Pogłoska na ten temat utrzymuje się w Polsce do dziś, tym bardziej że w czasie zimnej wojny próbowano podsycić nastroje przeciw Oberländerowi, który sprawował funkcję federalnego ministra ds. wypędzonych, co zakończyło się politycznym procesem pokazowym w Berlinie Wschodnim. Wszystkie dowody przeczą jednak, uczestnictwu batalionu „Nachtigall”.

 Jest to również zgodne stanowisko polskich badaczy zagadnienia (Zygmunt Albert, Grzegorz Motyka, Ryszard Torzecki, Władysław Żeleński, wbrew upowszechnianym w latach 1959–1989 tezom sowieckim.